# 영국 공주 앨리스
알리체 마우트 마리 폰 그로스브리타니엔 운트 이를란트(Alice Maud Marie von Großbritannien und Irland, 1843년 4월 25일 – 1878년 12월 14일)는 영국의 왕족으로, 빅토리아 여왕과 부군인 작센코부르크고타의 앨버트 사이에서 태어난 차녀이다. 후일 헤센의 대공인 루드비히와 결혼하여 헤센 대공비가 되었다. 엘리자베스 2세 여왕의 부군인 에든버러 공 필립의 외외증조모이다.

## 생애

### 탄생
1843년 영국 버킹엄 궁전에서 출생하였다. 앨리스(Alice)라는 이름은 빅토리아 여왕의 이름과 같이 당시까지의 영국 왕실 내에서 전통이 없는 이름이었으나 여왕이 매우 신뢰했던 전 수상 맬번 경(Lord Melbourne)의 추천으로 명명되었다. 그 밖에 ‘모드(Maud)’라는 이름은 외가로 대종고모이자 대모 중 한 명이었던 소피아 마틸다 공주(Princess Sophia Matilda of Gloucester)의 이름 ‘마틸다’의 앵글로 색슨식 표기에서, ‘메리(Mary)’는 글로스터 공작 부인 메리(Princess Mary, Duchess of Gloucester) 공주의 이름에서 따왔다. 앨리스는 6월 3일 버킹엄 궁에서 캔터베리 대주교(Archbishop of Canterbury)인 윌리엄 홀리(William Howley)에 의해 세례를 받고 정식으로 왕실의 두 번째 왕녀로서 대내외에 알려졌다.

### 유년기
버킹엄 궁이 어린 딸을 키우기에는 지나치게 공적이고 사생활의 보호가 어려운 장소라고 판단한 여왕 부처는 와이트 섬에 위치한 오스본 하우스를 선택하여 그곳에서 앨리스를 비롯한 어린 왕족들이 자라도록 조치하였다. 공주의 교육은 항상 자녀들의 교육에 관심이 많았던 아버지 앨버트 공과 앨버트 공의 친우인 스톡마 남작이 맡았다. 중산층의 생활 습관을 강조했던 빅토리아 시대의 풍조에 따라 앨리스는 중산 계급 소녀들의 옷을 입고 충분히 난방이 되지 않는 방에서 생활했으며, 체계적인 교육을 받긴 했으나 학문적이기보다는 저택 관리, 요리, 정원 가꾸기와 같은 보다 가정적인 커리큘럼 하에서 교육을 받았다. 열심히 노력하는 학생이었던 앨리스는 좋은 성취도를 보였으나 지나치게 뛰어났던 언니 빅토리아 공주에게 가려져 빛을 보지 못했고, 따라서 역시 항상 빅토리아 공주와 모든 면에서 비교당해야 했던 바로 위의 오빠 에드워드 왕세자와 유독 친밀한 관계를 유지하였다. 형제들 중 가장 감성적인 성격을 가지고 있었던 앨리스는 다른 이의 고통에 예민한 반응을 보였고, 11세 때 처음으로 크림 전쟁으로 인한 부상자들을 만나기 위해 런던 병원을 방문한 이후로 자선 사업에 몰두하는 것을 즐기게 되었다고 한다.

### 가정 내에서의 위치

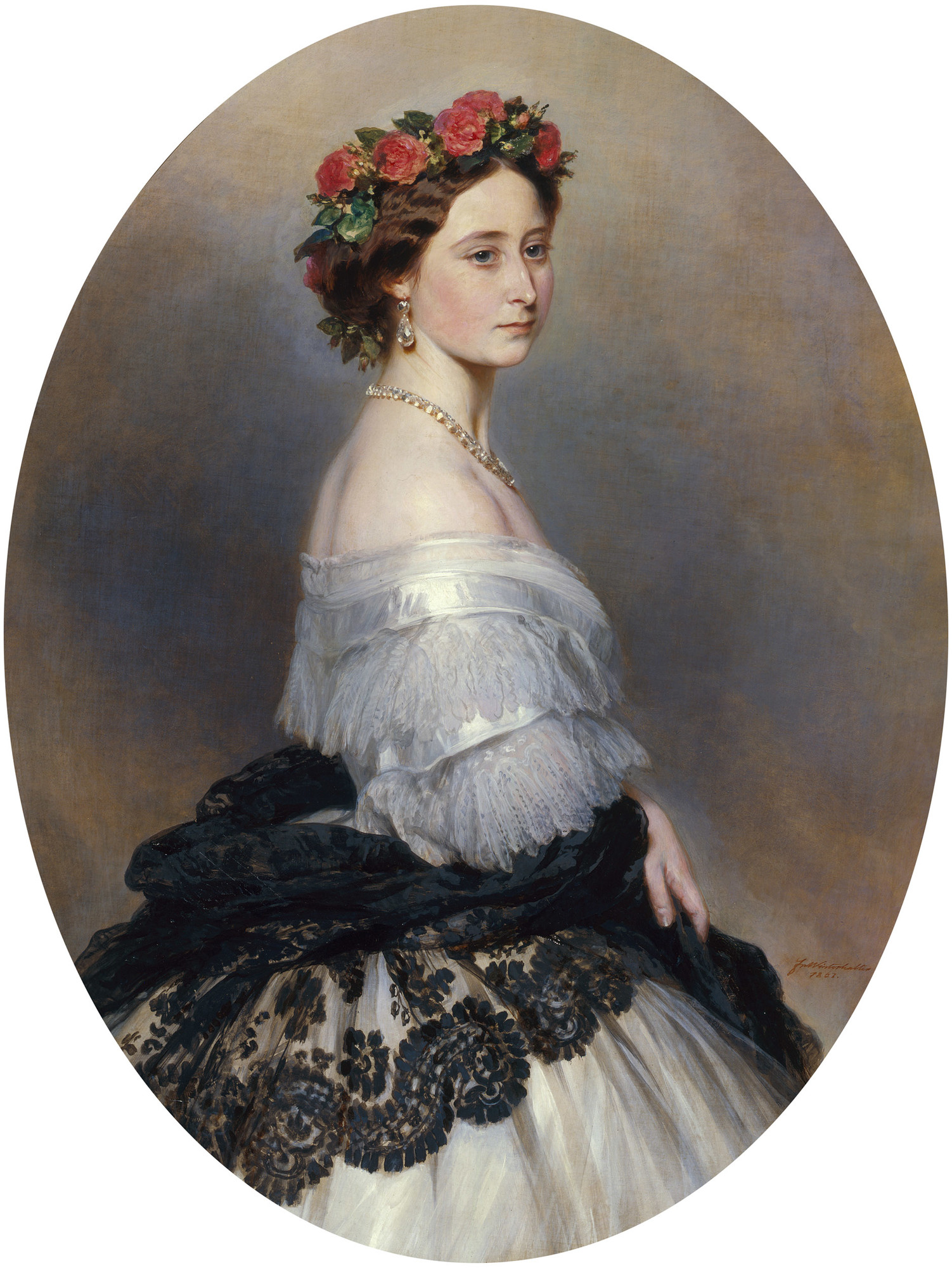
미혼 시절의 알리체 (1861년)

1858년 언니 빅토리아 공주가 프로이센의 황태자인 프리드리히 왕자와 결혼하여 영국을 떠난 뒤, 앨리스는 실질적인 장녀로서 가족들에게 영향을 미치게 되었다. 똑똑했던 빅토리아 공주를 자녀들 중 가장 사랑했던 앨버트 공은 장녀의 부재를 대단히 유감스러워했으나 자신과 가장 취미와 취향 면에서 비슷했던 자녀인 앨리스에게도 곧 마음을 열게 되었다. 앨리스가 결혼하기 전까지 왕실 내에서는 여왕의 어머니 켄트 공작 부인의 사망과 부군 앨버트 공의 급사, 여왕의 칩거 등 굵직한 사건이 여러 번 터졌으나 앨리스는 그 모든 일에 차분히 대처하며 살뜰하게 빅토리아 여왕을 보좌하였다. 여왕이 칩거한 뒤 여왕과 내각 사이에서 메신저 역할을 자처했던 것도 바로 앨리스였다. 이런 앨리스에게 완전히 의존하게 된 여왕은 그녀를 결혼시켜 영국 밖으로 내보내는 것을 싫어하였으나 앨리스가 독일 왕족과 결혼하여 영국과 독일의 관계를 더욱 돈독하게 해 주길 희망하였던 앨버트 공의 유지를 따라 그녀를 헤센-다름슈타트의 후계자인 루드비히와 결혼시켰다. 1862년 7월 1일 오스본 하우스에서 알리체와 결혼한 루드비히는 당일 여왕으로부터 ‘전하(His Royal Highness)’의 칭호를 받았다.

### 결혼 생활과 사망

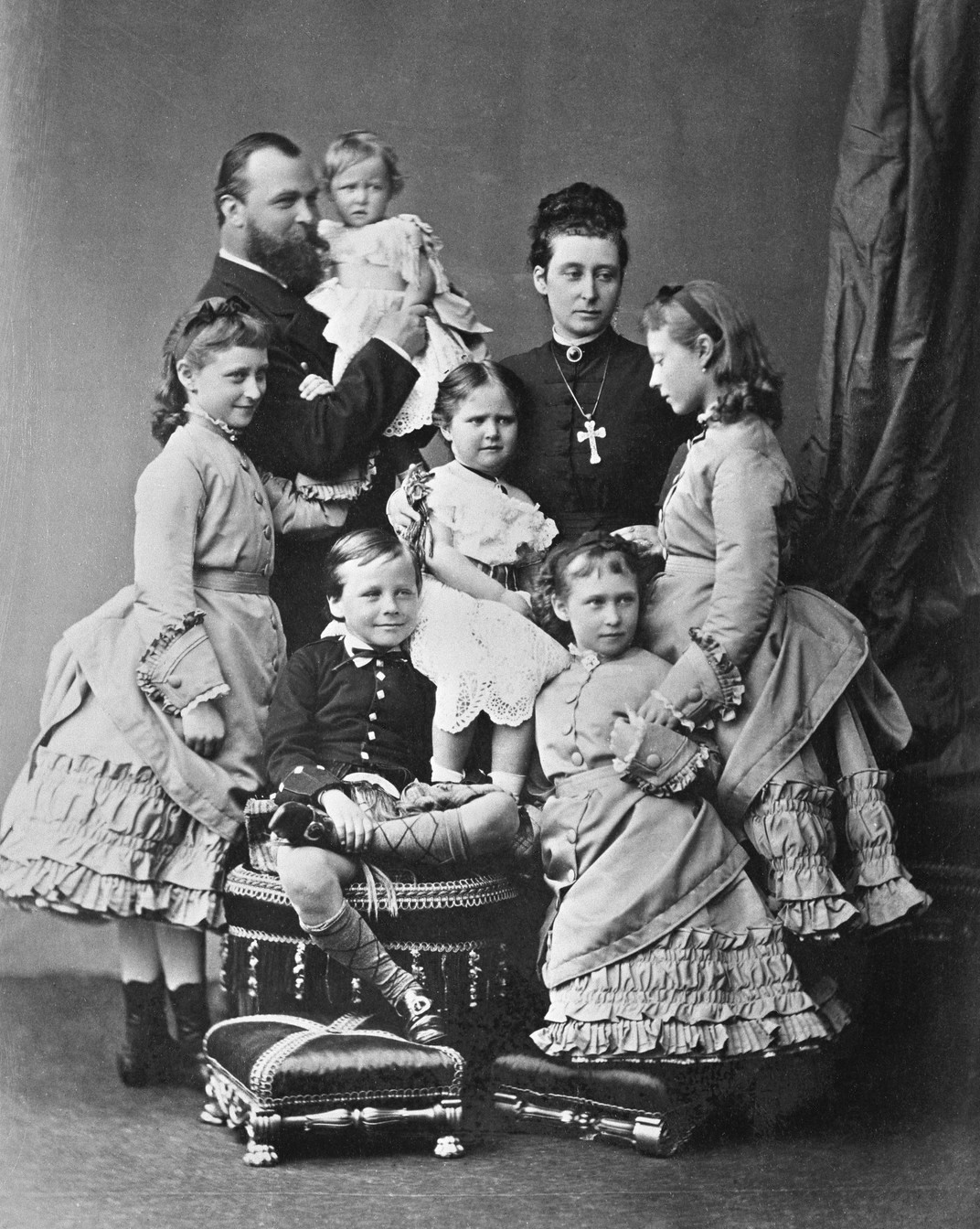
헤센 대공 가족(1876년)

자신이 대영제국의 공주라는 사실에 강한 자부심을 갖고 있던 앨리스는 헤센에 거주하면서도 영국식으로 꾸민 자신의 집에서 자녀들을 철저히 영국식으로 교육시켰고, 남편과의 관계도 성격 차이 등으로 소원하였다. 그러나 앨리스는 항상 헤센 사람들을 이해하려 노력하였고, 1866년의 오스트리아-프로이센의 전쟁에서 헤센 대공가가 오스트리아 편을 들자 언니 빅토리아 공주가 프로이센의 황태자비였음에도 불구하고 헤센 가문을 지지하였다. 또한 의료 복지 사업에 힘을 쏟아 간호원을 양성하는 여성 조직과 그녀의 이름을 딴 병원의 설립에 앞장섰으며 만삭의 몸으로 부상병을 치료하는 등 모범적인 행동을 보여 헤센 사람들의 열렬한 지지를 받았다. 그러나 1878년 대공가를 덮친 디프테리아로 루드비히를 비롯한 자녀들이 대부분 병석에 눕게 되었다. 둘째 딸인 엘리자베트와 더불어 디프테리아에 걸리지 않은 앨리스는 가족들을 헌신적으로 간호했으나 결국 막내 딸인 마리가 병을 이기지 못하고 요절하였고, 간호 도중 디프테리아에 전염된 앨리스 또한 충격을 이기지 못하고 결국 아버지 앨버트 공의 기일과 같은 날인 12월 14일 사망하였다.

## 신체적 특징
어머니인 빅토리아 여왕의 영향으로 혈우병 보인자이다.

## 자녀
| 사진 | 이름              | 생일             | 사망                   | 기타                                                                                                |
| ---- | ----------------- | ---------------- | ---------------------- | --------------------------------------------------------------------------------------------------- |
|      | 빅토리아          | 1863년 4월 5일   | 1950년 9월 24일(87세)  | 바텐베르크 공자 루이와 결혼. 2남 2녀.                                                               |
|      | 엘리자베트        | 1864년 11월 1일  | 1918년 7월 18일(53세)  | 세르게이 알렉산드로비치와 결혼, 자녀 없음.                                                          |
|      | 이레네            | 1866년 7월 11일  | 1953년 11월 11일(87세) | 하인리히 폰 프로이센 왕자와 결혼, 3남.                                                              |
|      | 에른스트 루트비히 | 1868년 11월 28일 | 1937년 10월 9일(68세)  | 작센코부르크고타의 빅토리아 멜리타와 결혼 후 이혼, 1녀. 엘레오노레 추 졸름호엔졸름리히와 결혼, 2남. |
|      | 프리드리히        | 1870년 10월 7일  | 1873년 5월 29일(2세)   | 요절.                                                                                               |
|      | 알릭스            | 1872년 6월 6일   | 1918년 7월 18일(46세)  | 러시아 차르 니콜라이 2세와 결혼, 1남 4녀.                                                           |
|      | 마리아            | 1874년 5월 24일  | 1878년 11월 16일(4세)  | 요절.                                                                                               |